# نيكولاس شامبرلين
نيكولاس شامبرلين (بالإنجليزية: Nicholas Chamberlain)‏ هو قسيس بريطاني، ولد في 25 نوفمبر 1963 في ستينز في المملكة المتحدة.